# Egri bikavér

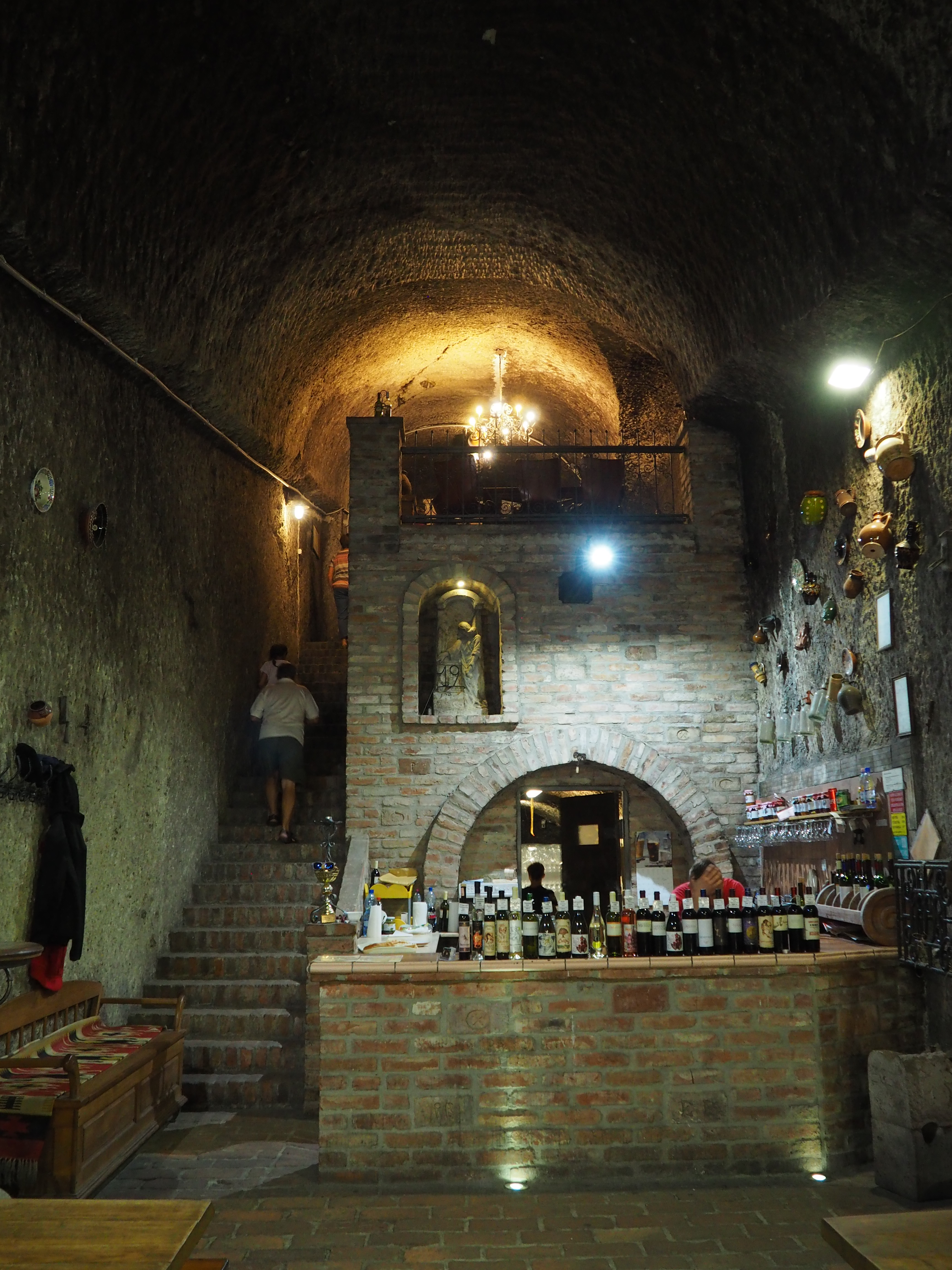
Egri pince. az egri bikavér készítésénél legalább négy szőlőfajta borának házasítása szükséges

Az egri bikavér az Egri borvidéken termelt többféle kékszőlőfajta borából készülő cuvée, amelyet meghatározása szerint egyik szőlőfajta borának karaktere sem dominálhat. Az egri bikavér készítése hozzávetőlegesen 130-150 éves múltra tekint vissza. Régebben a kadarka szőlőfajtára alapozott testes, erősnek tartott bor volt, azonban a filoxérát, majd a világháborúkat követő és a mai napig tartó strukturális átalakulások nyomot hagytak az egri bikavér összetételén és karakterén, ezen kívül van édes bikavér is.
A modern egri bikavér nagy testtel, közepes-magas csersav- és alkoholtartalommal, szép savakkal rendelkező, karakteres, fűszeres és gyümölcsös aromatikájú, az egri borvidék klímája és viszonyai által meghatározott vörösbor. Az egri bikavér név az Európai Unióban földrajzi árujelzőként bejegyzett, védett eredetű minőségi bor, készítésének módja szabályozott és ellenőrzött, a megnevezést az Egri borvidéken kívüli termelők nem használhatják. 2017-ben a Hungarikum Bizottság a hungarikumok sorába emelte.

## A legenda
Az egri legenda szerint a bikavér elnevezés a török időkből származik: az egri vár 1552-es ostromakor az oszmán túlerő ellen  a várvédő vitézek megerősítésére, Dobó István a vár kapitánya vörösbort hozatott fel a pincékből. A törökök látták, hogy az italtól a vitézek új erőre kaptak – és babonásak lévén, a lecsurgó vörös folyadékról azt hitték, a bikák vérét issza az ellenfél. Nem is mertek akkor tovább harcolni ellenük. A legenda aligha igaz: hazánkban a török hódoltságig kizárólag fehérbort termeltek, a kadarka fajtát, valamint a vörösbor készítésének technológiája a török elől menekülő rácok (szerbek) által terjedt el borvidékeinken. Írásos források, oklevelek, útleírások a bikavér elnevezést a 19. század közepéig nem említik.
Érdekesség, hogy a Mithrász -kultusz egyik központi elemében Mithrász leöli az áldozati bikát, akinek a véréből szőlőtőke születik a bor készítéséhez. Hérodotosz A görög-perzsa háború című művében megemlített egy bikavér (tauru hauma) nevű méreggel elkövetett gyilkosságot. A történelmi hagyatékok csak a 19. század második felében kezdik említeni ezt a nevet. Ez köszönhető egy konkurens bortermelő és bikavér-előállító vidék, Szekszárd költőjének, Garay Jánosnak, aki 1846-ban "Szegzárdi bordal" című versében megalkotta a bikavér elnevezést:
Töltsd pohárba, és csodát látsz!

Színe mint a bikavér,

S mégis a gyöngy, mely belőle

Fölragyog, mint hó, fehér. 

És a tőke, melyen termett,

Nemde, oly zöld, mint a rét?

Hol leled föl szebben együtt

Szép hazánk háromszínét?

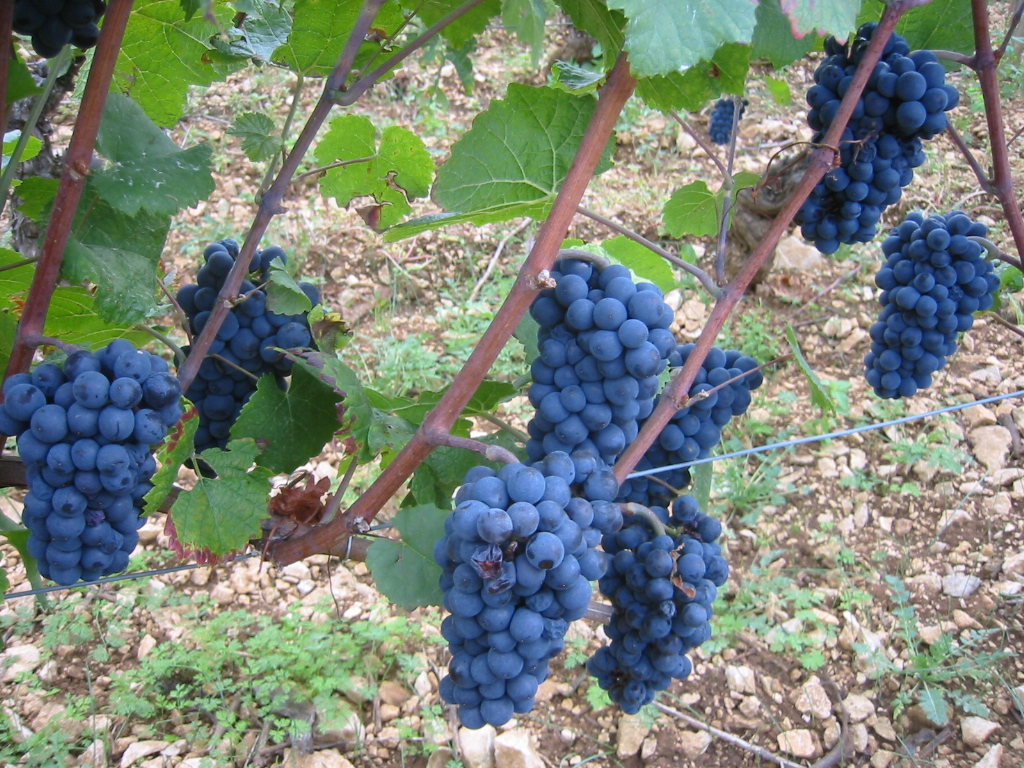
Pinot noir fürtök

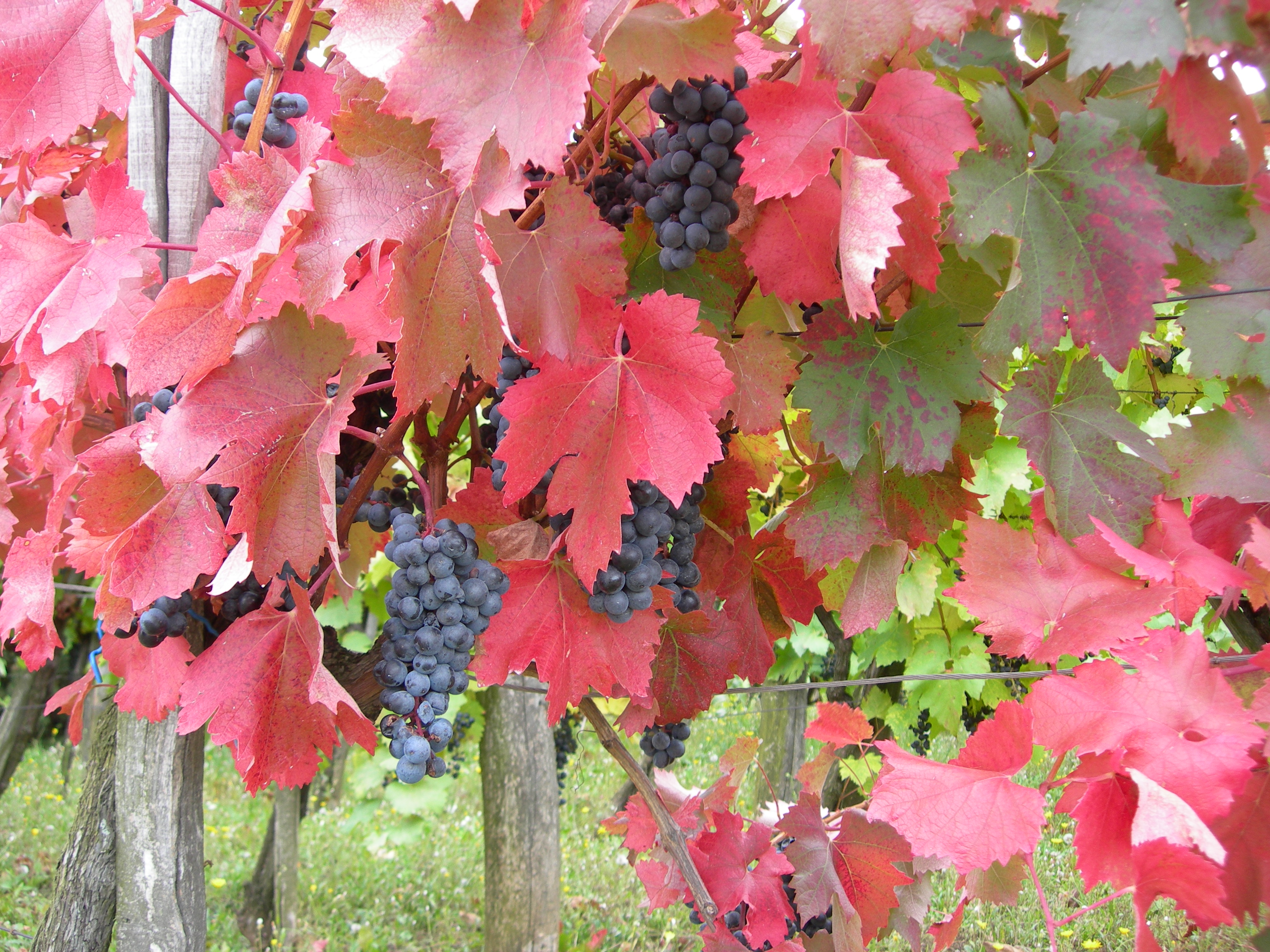
Bíborkadarka

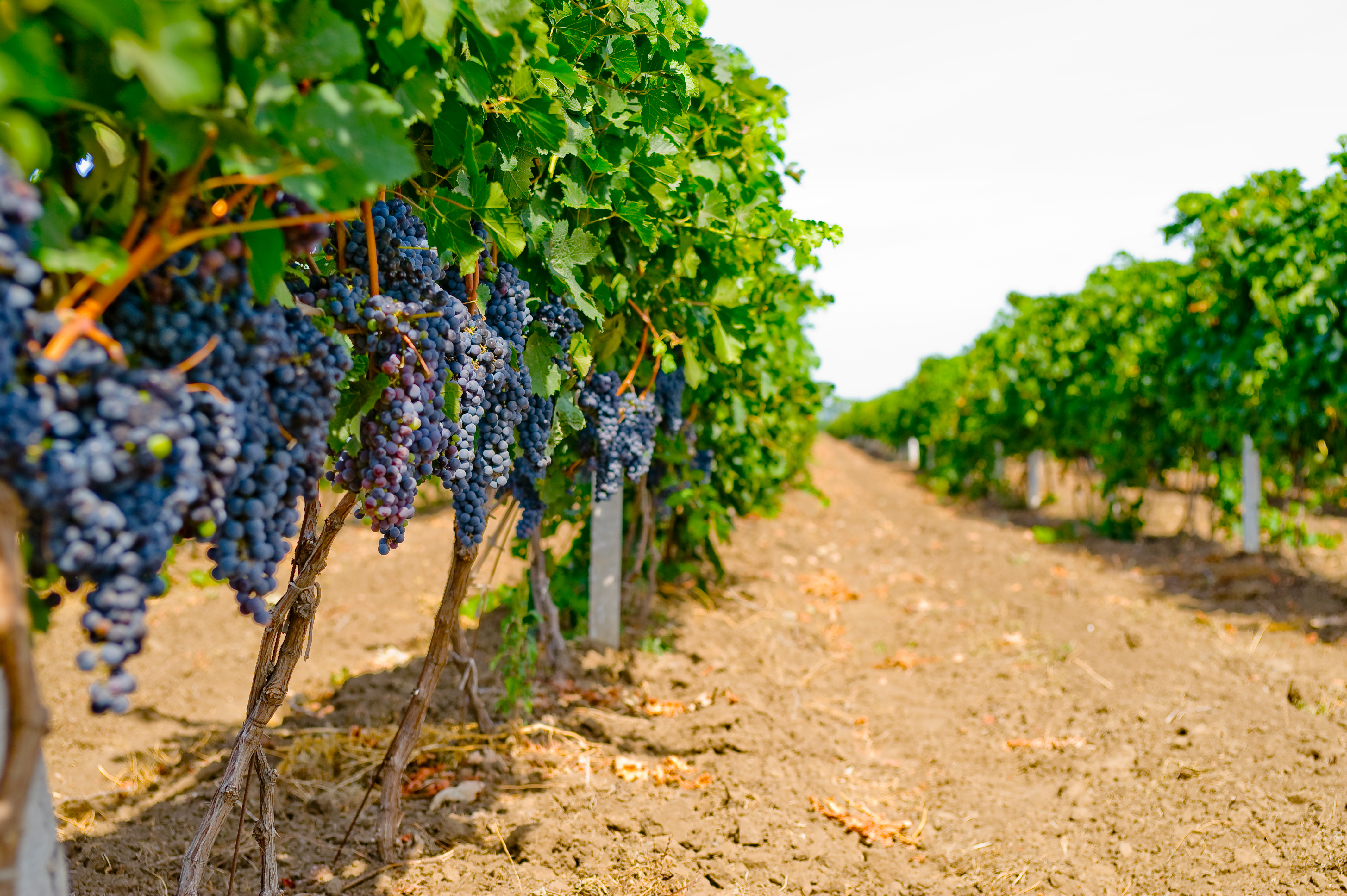
Merlot

A bikavér egy másik fontos, korai említése Erdélyi János 1851-ben megjelent Magyar közmondások könyve című művében olvasható a Bikavér címszónál: „Így nevezik az erős veresbort, például az egrit”. A meghatározás Szekszárdra ugyan nem vonatkozik, de az egri bort is csak példaként említi, amely a szó általános, nem tudatos használatára utal. Ezt erősíti továbbá Ballagi Mór 1873-ban megjelent A Magyar Nyelv Teljes Szótára c. műve, amely szerint a „Bikavér (tréfás) – erős, sötét színű vörösbor”.
A közelmúltban Eger és Szekszárd között vita folyt arról, hogy a történelmi tények melyik borvidéket jogosítják fel a "bikavér" név használatára. A rendelkezésre álló történelmi források is azt mutatják, hogy ugyan Szekszárdon bukkan fel elsőként a kifejezés, de használata a mély színű bor általános megnevezésére korlátozódott, így a "bikavér" nem köthető kizárólagosan az egyik borvidékhez sem. A viták ma már háttérbe szorultak, mindkét borvidék termelői elfogadják a névhasználat feltételeit.

## Története

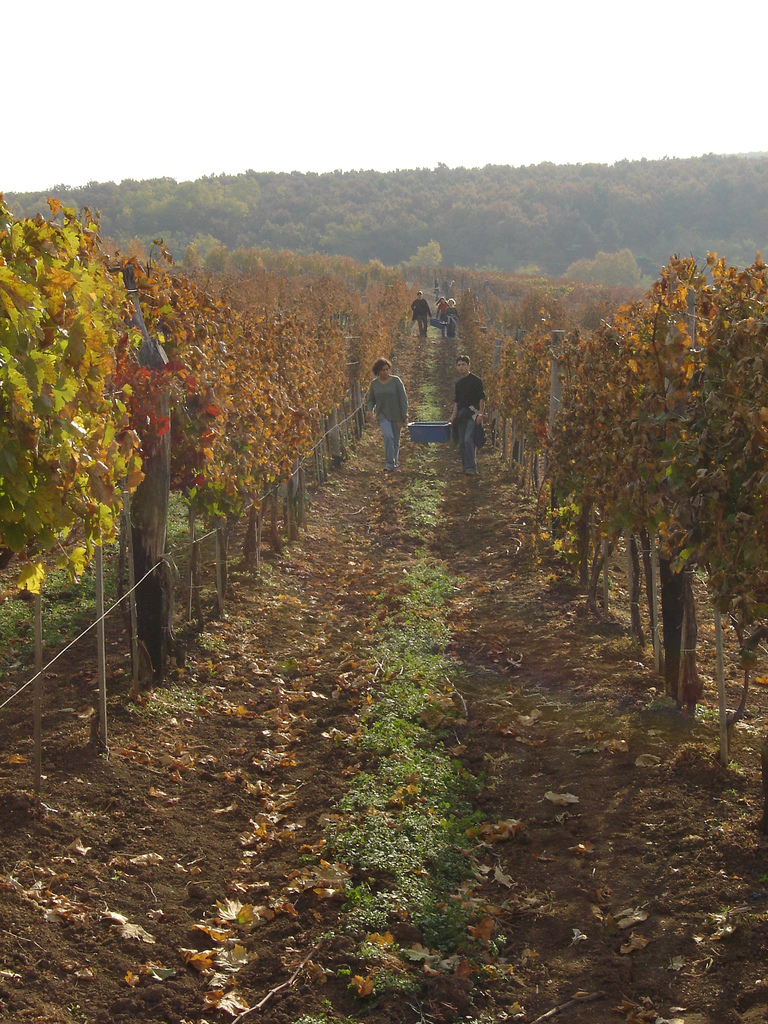
Szőlősorok az egri borvidéken, ahol az egri bikavér alapanyaga terem

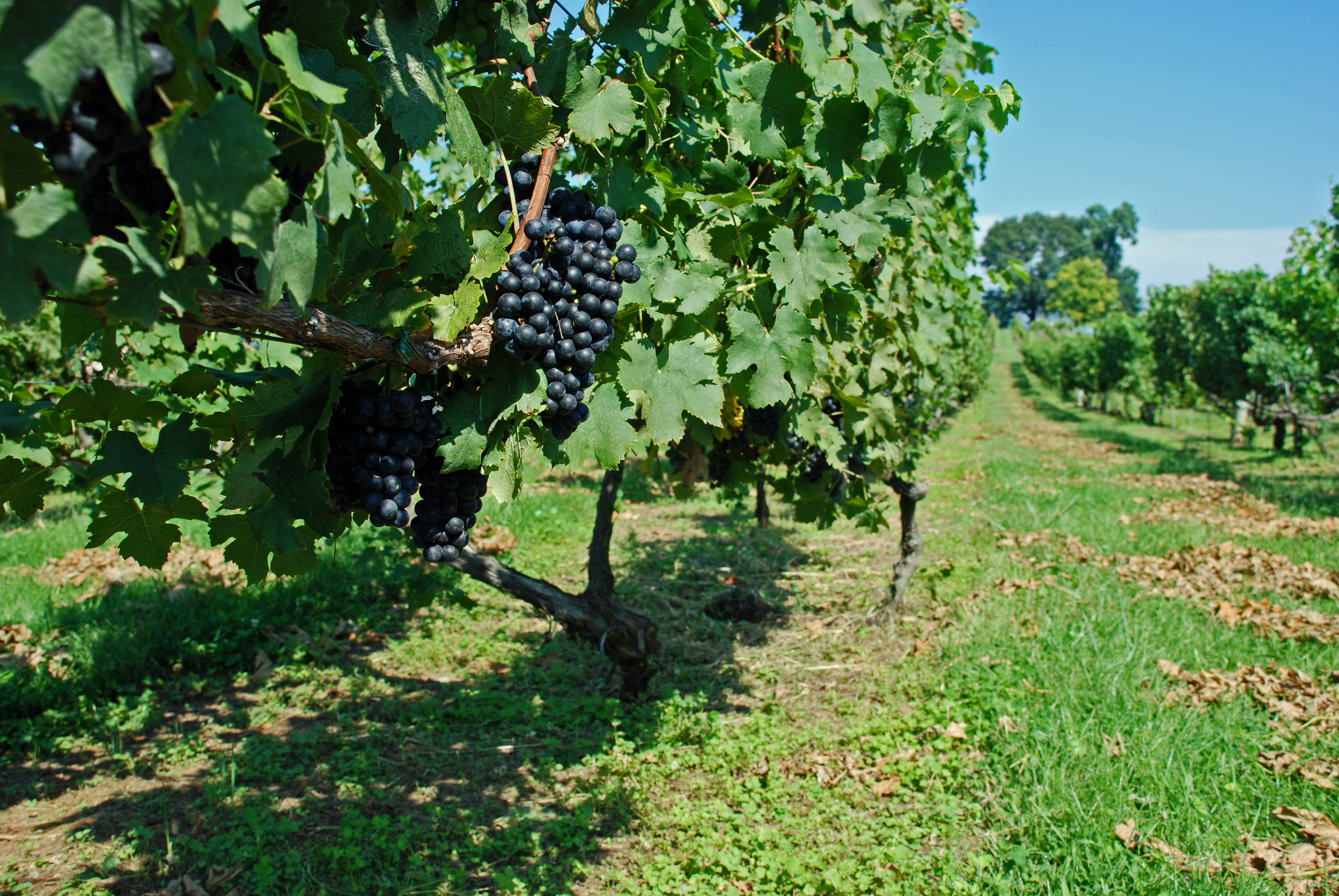
Cabernet franc

A bikavér elnevezés tehát kb. 150 éves múltra tekint vissza. A 19. század folyamán a "bikavér" szó alkalmazása azonban nem egy konkrét termékre utal, csupán a mély színű, erős vörösbort nevezik így a köznyelvben. A bikavért már ebben az időben is több dűlőből származó, különböző szőlőfajták együttes feldolgozásával készítették, a bor sötét színét pedig a rövid héjon történő erjesztésnek köszönhette. A különböző adottságú borvidéki termőhelyekről származó, különböző szőlőfajták összekeverése a gazda számára lehetőséget biztosított az évjárathatás enyhítésére, a minél kiegyensúlyozottabb bor előállítására.
A filoxéra egri megjelenése előtt (1886) a bikavér alapanyagát legnagyobbrészt a fűszeres aromájú kadarka fajta egyik változata, a lúdtalpú adta. Ebben az időben a szőlőültetvények vegyesek voltak, a különböző fajtákat együtt szüretelték és dolgozták fel. A filoxéra során Eger szőlői nagyrészt elpusztultak. A katasztrófát követő első szőlőrekonstrukció (1880–1910) során jellemzővé vált, hogy az eltérő fajtákat külön táblákban telepítették. Ekkor jelentek meg a borvidéken a nagyburgundi, a kékfrankos, a kékoportó, valamint kisebb területen a cabernet sauvignon, a cabernet franc és a merlot, sőt a nagyrészt festőborként használt othello fajta is. A termésbiztonság és az olcsó művelhetőség miatt nagyobb területeken telepítettek direkttermő fajtákat.
Az első tudatos bikavér-készítő a kísérletező kedvű Grőber Jenő volt a 20. század elején, aki által az egri bikavér elindult a szélesebb ismertség és nemzetközi hírnév felé. Grőber nagy kiterjedésű birtokkal, kellő tőkeerővel, jó borászati felszerelésekkel és korszerű szakmai ismeretekkel rendelkezett. Grőber Jenő nevéhez fűződik a Franciaországból származó medoc noir szőlőfajta meghonosítása, amely a bikavér egyik lényeges komponensévé vált. A Grőber-féle bikavér alapját kadarka és medoc noir fajták megfelelően kevert mustja adta, a borkészítési technika elemei a bogyózás és a némi kocsány hozzáadásával történő héjon erjesztés voltak. Jó képet ad az akkori bikavérről az 1900-as évjáratú Grőber Bikavér 1905-ben elvégzett analitikai elemzése, amely 11,25%-os alkoholtartalmat, 5,6g/l-es savtartalmat és 1,8g/l-es cukortartalmat mutatott.
A két világháború közti időszak legnevesebb bikavér-termelője Borhy-Braun Béla volt, aki számos nemzetközi díjat is nyert borával. A borhy-féle bikavér alapja a kadarka volt, ez több mint 50%-át adta a bornak. A nagyburgundi fajta kb. 20%-kal, a kékoportó és a medoc noir együttesen szintén 20%-kal részesedtek a házasításban, a fennmaradó részt az othello és a bakó festőszőlők mustja adta. A szüret időpontja október 20. körül volt ideális, csak jól beérett szőlőt volt szabad használni (minimum 20-as, de ritkábban akár a 25-ös mustfokot is elérhette). A pincéhez megérkező gyümölcsöt gondosan válogatták, a penészes és éretlen részeket eltávolították, majd a fürtöket bogyózták és kisebb mennyiségű kocsány hozzáadásával darálták. A hozzáadott kocsány mennyisége lényeges eleme volt a bikavér készítésének, ezt a szőlősgazdák tapasztalati titokként kezelték. Az erjesztést nyitott kádban végezték, napjában többször csömöszöltek, a felemelkedő törkölykalap megóvta a cefrét az oxidáció káros hatásától.
A korabeli források szerint az egri bikavér a legjobb borok között volt, igényes készítési módja miatt sohasem készítettek belőle sokat. Általában 2 évesen már jól iható volt, de a 19-20. századfordulón az 5-8, sőt 10 éves borokat keresték.

### A bikavér a második világháború után
A második világháborút megelőzően mind Szekszárdon, mind Egerben termeltek bikavért, a tervutasításos rendszerben azonban eldöntötték, hogy az egri bikavérből exportmárkát csinálnak, így a szekszárdi bikavér név használatát nem engedélyezték, sőt száműzték a szakirodalomból és a lexikonokból is.
A bikavér ebben az időszakban a kommunista gazdálkodás áldozata lett. A szőlőalapanyagot nagyüzemi módszerekkel termelték meg, a túlterhelt tőkék és a túl korai szüret okán az alapanyag gyakran éretlen volt, ami miatt a cefrét cukrozták, sőt gyakran avináltak is (finomszesszel növelték az alkoholtartalmat). A szőlőtermesztés lehúzódott a könnyebben megművelhető, ámbár kevésbé jó gyümölcsöt adó helyekre. 1960-as évek végéig a bikavér alapanyagát még mindig a kékfrankos, a kadarka, a medoc noir és a kékoportó fajták adták, a bor érlelése fahordókban történt.
A második ötéves terv időszakában Egerben nagy területen végeztek szőlőrekonstrukciót, ekkor terjedt el a középmagas és magas kordonművelés. A gazdaságtalan művelhetőség és gyengének tartott borminőség miatt a kadarka és a medoc noir kiszorult a termelésből, helyüket a cabernet sauvignon és a cabernet franc vették át. Az 1978–1980-as időszakban, az un. Bikavér-program keretében ismét jelentős szőlőtelepítések történtek, amikor is a nagyüzemi termelésnek és az igénytelen termesztési eljárásoknak legjobban megfelelő kékfrankos, zweigelt, kékoportó és merlot fajtákat telepítették. Ebben az időszakban a borok gyakran nem kaptak fahordós érlelést, acél- és betontartályokban való tárolás lett a jellemző.
Az időszak klasszikus bikavér bora középrubin, esetleg barnás színű, savhangsúlyos, fanyar, gyakran húzós csersavtartalmú, kesernyés bor volt. A 90-es évek elejéig a bikavér korábbi nemzetközi jó híre jelentősen megkopott, a minőségi szemlélettől mentes szőlő- és borgazdálkodás kézzelfogható károkat okozott és okoz a bikavérnek ma is.

### A modern bikavér
A magas minőségű, modern bikavér termeléséhez gyökeres változtatásokra van szükség mind a szőlőtermesztés módszerei, mind pedig a borkészítési technológiák területén. A szőlőtermesztésnél kiemelkedően fontos a megfelelő termőtalaj kiválasztása (kitettség, vízelvezetés, talajösszetétel), valamint a terméskorlátozás gyakorlása és a szőlő fiziológiailag érett állapotban való szüretelése. A szőlő válogatása, bogyózása, a magas fokú pincehigiénia biztosítása, a kontrollált körülmények közötti erjesztés és a kis méretű fahordóban való érlelés a magas minőségű bikavér alapvető követelményei. A modern bikavér testes, fűszeres, gyümölcsös, szép savszerkezettel rendelkező, közepes-magas csersav- és alkoholtartalmú, hosszan eltartható, a palackban fejlődni képes bor.
Természetesen nem titok, hogy napjainkban is folyik az alapvető minőségi követelményeket figyelmen kívül hagyó, a szocialista gazdálkodás hagyományait követő egri bikavér borok termelése, belföldi és külföldi forgalmazása. Ezek a borok – elődeikhez hasonlóan – gyakran éretlen, túlzottan terhelt tőkék gyümölcséből készülnek, erősen savasak lehetnek, húzós csersavtartalommal és alacsony alkoholtartalommal rendelkeznek. Gyakori probléma a régi, nem megfelelően tisztított hordók használata és a nem kielégítő pincehigiénia. Az ilyen olcsó – az exportpiacokon is nagy mennyiségben megjelenő – bikavér borok a mai napig nagy károkat tesznek az ébredező Egri borvidéknek és fenntartják a fogyasztók bikavérrel szembeni ellenérzéseit. Ennek oka az Egri Bikavér márkanév még mindig túlzottan megengedő használata, az alapanyag érettségét meghatározó alacsony követelmények, az ellenőrzés hiányosságai és kevésbé szigorú érzékszervi bírálati követelmények.

## A bikavér-szabályozások és eredetvédelem
A tervgazdálkodásos időkben létrejött az egri borkombinát, amely monopolhelyzetben hozta forgalomba az egri bikavért. Ebben az időszakban az Egri bikavér megjelölés lajstromozott védjegy volt. Miután létrejött a hegyközség, az 1990-es években a Legfelsőbb Bíróság elrendelte a védjegy törlését. Jelenleg az Eger szó (és melléknévi, egri változata) földrajzi árujelzőként van lajstromozva, így a területen termelő valamennyi borász alanyi jogává vált az egri bikavér megjelölés használata a termékleírásnak megfelelő minőségű borra. Az egri bikavér nem borfajta, ezért a megjelölést az egri borvidéken kívüli termelők nem használhatják.

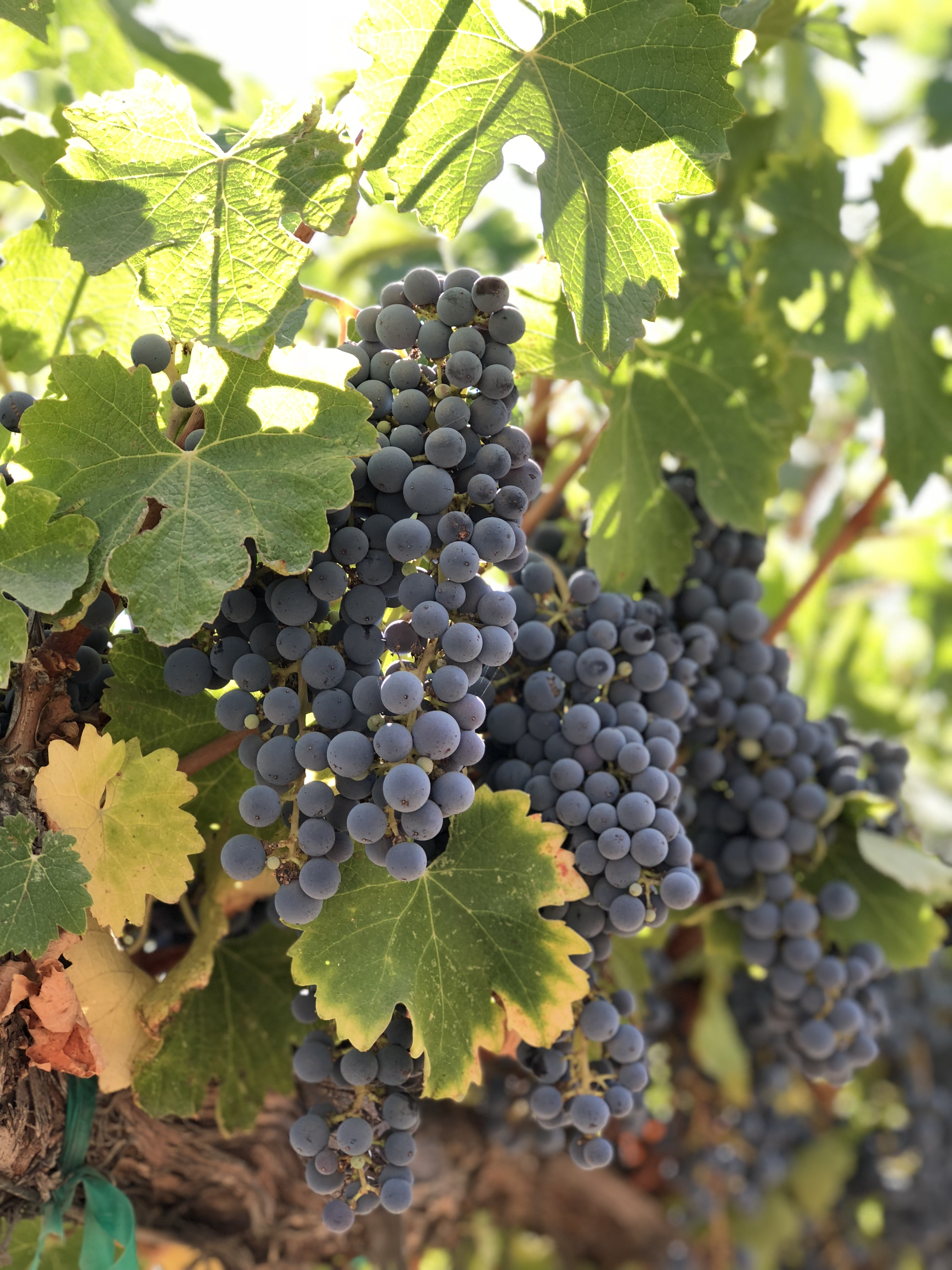
Cabernet sauvignon

Az Egri Szőlő- és Bortermelők Egyesülete 1991-től munkálkodik az egri bikavér meghatározásán. A legfőbb kérdés, hogy az egri bikavért mi különbözteti meg a világ más, hasonló vörös házasításaitól. A rendszerváltozást követően sok bikavér alkotóelemei között fajsúlyosan szerepeltek a borvidéken meghonosodott, nagy testű borokat adó cabernet sauvignon és merlot szőlőfajták, ami a bort nagyon hasonlóvá tette a bordeaux-i típusú házasításokhoz. Szintén komoly polémia tárgya volt, hogy a bikavér mutathat-e kisfahordós (un. barrique) érlelési jegyeket. Az Egri Szőlő- és Bortermelők Egyesülete 1993-ban kidolgozta az újrafogalmazott Egri Bikavér készítésének szabályait, amely azonban csak ajánlásként létezhetett, jogi háttere nem volt. A hegyközségi törvény elfogadása teremtette meg a szabályozáshoz szükséges jogi hátteret, megalakultak az Egri borvidék hegyközségei és a Hegyközségi tanács. Az Egri Bikavér Szabályzatot 1997. június 27-én hagyták jóvá egyhangú szavazással. A szabályzatot a 2002-ben kiadott 130/2003. FVM rendelet tovább szigorította és létrehozta az egri bikavér superior borkategóriát.
Az Egri Bikavér Szabályzat szerint az egri bikavér olyan borházasítás, amely nem lehet fajtajelleges, azaz egyetlen szőlőfajta bora sem dominálhatja a házasítást. Készítéséhez a következő szőlőfajták boraiból kell minimum hármat felhasználni: kadarka, kékfrankos, cabernet sauvignon, cabernet franc, merlot, portugieser (régebben kékoportó), pinot noir, blauburger, kékmedoc és zweigelt. A szabályzat a feldolgozott szőlőre minimum 17-es, illetve bizonyos fajtáknál 19-es magyar mustfokot írt elő, amely mintegy 2-4 mustfokkal magasabb érték a korábban rögzítettnél. A maximális termésmennyiséget 120 q/ha értékben határozták meg. A szabályzatból következik, hogy az a termelő például, aki egy gyengébb évjáratban nem rendelkezik legalább három szőlőfajta megfelelően beérett termésével, egyáltalán nem készíthet bikavért. A bikavér borokat az előírásnak megfelelően legalább egy évig kell fahordóban érlelni, valamint a borvidéken kívül csak palackozott formában lehet forgalomba hozni.

### 2002
A szabályzat 2002-es módosításával létrehozott egri bikavér superior bor készítésére szigorúbb követelmények vonatkoznak. Ezt a bort a fent említett 10 szőlőfajtából legalább négynek a borát házasítva kell elkészíteni, úgy, hogy egy fajta aránya sem haladhatja meg az 50%-ot, és nem lehet kevesebb 5%-nál. A szabályozás a feldolgozott szőlőnél bizonyos fajtákra 18-as, más fajtákra pedig 20-as magyar mustfokot ír elő. Csak a szüretet követő második év április 30. után hozható forgalomba.

### 2009
A Hegyközségi Tanács 2007-ben az Egri borvidéken termelt összes bor megfelelő szintű szabályozását tűzte ki célul. A kétéves munka eredménye a 102/2009. "az Egri borvidék védett eredetű borairól" c. FVM rendelet lett, amely egyben a 2010-es szürettől kezdve az egri bikavér készítését is újraszabályozza. A rendelet a védett eredetű borkategóriában két szigorúan szabályozott borkategóriát vezet be: védett eredetű klasszikus bor és védett eredetű superior bor (lásd Egri borvidék). A rendelet értelmében az egri bikavér védett eredetű bor készítéséhez a következő szőlőfajták borát lehet felhasználni: kékfrankos, portugieser, kadarka, blauburger, zweigelt, cabernet franc, cabernet sauvignon, merlot, pinot noir, menoire, turán, bíborkadarka és syrah.
A védett eredetű borkategória szigorúan szabályozza és ellenőrzi a szőlő származási helyét, a szőlő fajtáját, művelésének módját, térállását, valamint a szőlőből készült bor készítésének számos lépését (szőlőfeldolgozás, préselés, érlelés stb.).

#### Egri bikavér védett eredetű klasszikus bor

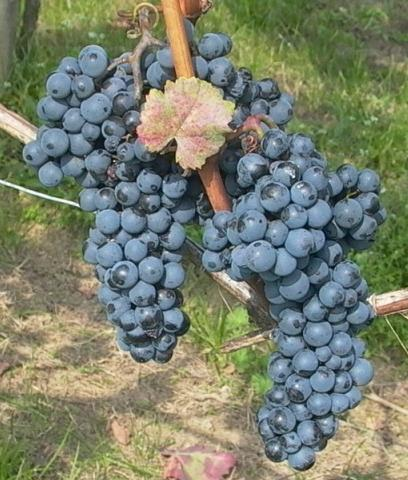
Kékfrankos

Védett eredetű egri bikavér klasszikus vörösbort készíteni a következő körzetekben lehetséges: Andornaktálya, Demjén, Eger, Egerbakta, Egerszalók, Egerszólát, Felsőtárkány, Kerecsend, Maklár, Nagytálya, Noszvaj, Novaj, Ostoros és Szomolya, valamint Verpelét településhez tartozó egyes területek.
Minimálisan meghatározott alkoholtartalom: minimum 10,6% a kékfrankos, portugieser, kadarka, blauburger, turán, bíborkadarka és zweigelt, továbbá minimum 12,08% a cabernet franc, cabernet sauvignon, merlot, pinot noir, menoir és syrah fajták esetén.
Kötelezően alkalmazandó borászati eljárások:
- A szőlőcefrét legalább 8 napig héjon kell erjeszteni;
- a préselés csak szakaszos üzemű szőlőpréssel végezhető;
- a bort legalább 6 hónapig fahordóban kell érlelni, kivéve: blauburger, kadarka, kékoportó, turán fajták borait.

Házasítási szabályok:
- legalább négy szőlőfajta bora házasítása kötelező, arányuknak meg kell haladnia külön-külön az 5%-ot,
- a kékfrankos fajta arányának 30-65% között kell lennie, a házasításban ennek a fajtának kell a legnagyobb arányban jelen lennie;
- a turán és bíborkadarka fajták borának aránya együttesen és külön-külön sem haladhatja meg a 10%-ot.

Érlelés: legalább hat hónapig fahordóban.
Forgalomba hozatal: kizárólag üvegpalackban, leghamarabb a szüretet követő év november elseje után.

#### Egri bikavér védett eredetű superior bor
Védett eredetű egri bikavér superior vörösbort készíteni a következő körzetekből származó szőlőből lehetséges: Andornaktálya, Demjén, Eger, Egerbakta, Egerszalók, Egerszólát, Felsőtárkány, Kerecsend, Maklár, Nagytálya, Noszvaj, Novaj, Ostoros és Szomolya, valamint Verpelét település egyes szőlőterületei.
Minimálisan meghatározott alkoholtartalom: minimum 12,83% minden szőlőfajta esetén.
Érlelés: minimum 1 év fahordóban és minimum 6 hónap palackban.
Kötelezően alkalmazandó borászati eljárások:
- A szőlőcefrét legalább 14 napig héjon kell erjeszteni;
- a préselés csak szakaszos üzemű szőlőpréssel végezhető;
- a bort legalább 12 hónapig fahordóban kell érlelni;

Házasítási szabályok:
- legalább négy szőlőfajta bora arányának meg kell haladnia külön-külön az 5%-ot,
- a kékfrankos fajta arányának 30 és 65% között kell lennie, a házasításban ennek a fajtának kell a legnagyobb arányban jelen lennie;
- a turán fajta borának aránya nem haladhatja meg a 10%-ot.

Forgalomba hozatal: kizárólag üvegpalackban, leghamarabb a szüretet követő második év május elseje után.

### 2017
Az egri bikavér védett eredetű száraz vörösbor néhány fontosabb szakmai követelménye:
- a termőhelyre javasolt fajták: kékfrankos, kékoportó, kadarka, blauburger, kékmedoc, zweigelt, cabernet franc, cabernet sauvignon, merlot, pinot noir, menoir, turán, bíborkadarka, syrah
- ha-onkénti 3300 feletti tőkeszám, a tőtávolság 0,8 méternél nem lehet kisebb
- az ajánlott szőlőfajták közül legalább három szőlőfajta borának háziasítása szükséges, melyben egy fajta 50%-nál nagyobb arányt nem képviselhet, de minden fajta 5%-nál nagyobb arányt kell, hogy képviseljen
- 8 napnál hosszabb időtartamú héjon erjesztés
- fahordós érleléssel kell előállítani[12]

## A bor jellemzői
Olyan gránátvörös színmélységtől a mély rubin színárnyalatig terjedő, Kékfrankos alapú, száraz vörösbor házasítás, amely gazdag fűszeres, valamint gyümölcs jelleget mutató illat- és íz világgal rendelkezik, tanninhangsúly nélkül. Az érlelési és a friss gyümölcsaromák egyaránt jellemzik a bort, komplexitását az is jól illusztrálja, hogy egyetlen szőlőfajta borának jellege sem lehet az adott borra jellemző uralkodó jegy.
Általában vad- és marhahúsból készült, fűszeres ételekhez ajánlják, 16-18 °C hőmérsékleten való fogyasztásra. Kiváló kísérője lehet nehezebb ételeknek, például pörkölt, marhasteak, pecsenye, stb.